# Tratado de límites entre Bolivia y Chile de 1874
El Tratado de Límites entre la República de Chile y la República de Bolivia de 1874 es un tratado internacional suscrito el 6 de agosto de 1874 en la ciudad de Sucre, Bolivia, por Mariano Baptista y Carlos Walker Martínez, en representación de Bolivia y Chile, respectivamente, que sustituyó el anterior de 1866.
Este tratado fijó la línea fronteriza entre ambos países en el paralelo 24°S, eliminando la medianería o mancomunidad de derechos establecida en el tratado de 1866, sobre los productos provenientes de la explotación y los derechos de exportación percibidos sobre minerales extraídos en el territorio comprendido entre los paralelos 23ºS a 25ºS, con excepción del guano. Además, Bolivia se obligó a no aumentar durante 25 años los derechos de exportación sobre minerales explotados, en el territorio situado entre los paralelos 23ºS y 24ºS, a las personas, capitales y negocios chilenos, quienes no quedarían sujetos a más tributos que los entonces existentes, durante el antedicho periodo. El incumplimiento de esta última cláusula en 1879 fue el detonante o casus belli de la Guerra del Pacífico.

## Antecedentes

Disputa de Atacama entre Bolivia y Chile (1825-1879).

En 1842 se inició la disputa limítrofe entre Chile y Bolivia en torno al desierto de Atacama, disputa que se hallaba estrechamente relacionada con la explotación de la riqueza guanera de la zona, recientemente descubierta.
Luego de más de 20 años de incidentes fronterizos y negociaciones frustradas, las tensiones entre Chile y Bolivia se agravaron drásticamente en 1863. La Asamblea Legislativa boliviana ordenó al Ejecutivo, por ley del 25 de junio de ese año, declarar la guerra a Chile, alegando la usurpación de su territorio, aunque solo después de que se agotaran todos los recursos por la vía diplomática que dieran un resultado favorable a Bolivia. Pero el problema común en 1865 por la guerra con España puso un paréntesis al asunto, ya que Bolivia se alió con Perú, Chile y Ecuador frente a la agresión peninsular, considerándose secundaria cualquier otra disputa que no fuera el enfrentar al enemigo común.
Esta agresión proveniente del exterior del continente generó en los países involucrados un ambiente plenamente americanista, lo que facilitó el entendimiento entre Bolivia y Chile para reanudar las negociaciones y lograr finiquitar el primer tratado limítrofe sobre Atacama. Gobernaba entonces en Bolivia el general Mariano Melgarejo (gobernante de facto) y en Chile el presidente José Joaquín Pérez Mascayano (elegido democráticamente). Se firmó entonces el primer tratado limítrofe entre ambos países, el 10 de agosto de 1866. Por este acuerdo, la línea fronteriza entre ambos países quedó fijada en el paralelo 24°S y se establecía que entre los paralelos 23°S y 25°S los Estados signatarios se repartirían las ganancias del guano y los minerales explotados en partes iguales (zona de beneficios mutuos).
En los años inmediatamente posteriores se discutieron una serie de problemas suscitados en torno a la  aplicación del tratado, como la inclusión o exclusión del recién descubierto yacimiento de plata de Caracoles en la zona de beneficios mutuos, o si la definición de "minerales" abarca solo a los metales o también a las sustancias inorgánicas como el salitre, recientemente descubierto en la zona. Durante este periodo, posterior al tratado, empezaron a afluir en territorio boliviano los capitales y trabajadores chilenos para la explotación guanera y salitrera.
En 1871 se produjo un cambio de gobierno en Bolivia. Melgarejo fue derrocado y reemplazado por Agustín Morales, quien, siguiendo la corriente de la opinión pública boliviana, declaró nulos todos los actos del gobierno anterior. Pero como no se podía abrogar unilateralmente un acuerdo internacional, abrió negociaciones con Chile para revisar el tratado de 1866. Morales envió como ministro plenipotenciario en Chile a Rafael Bustillo, con el objeto de lograr ciertas modificaciones al tratado limítrofe, consistentes en que Chile renunciara en su participación en los derechos de exportación de los minerales ubicados entre los grados 23°S y 24°S, ratificándose este último como límite definitivo. Como compensación a esto, Bolivia ofrecía una mayor participación en los guanos de Mejillones al ser explotados en forma comunitaria. El objetivo de la misión de Bustillo era sacar a Chile de los derechos de exportación del recién descubierto mineral de plata de Caracoles, que producía buenos ingresos. Tales negociaciones no prosperaron.
En noviembre de 1872 falleció Morales, asumiendo como presidente interino  de Bolivia Tomás Frías Ametller (primer gobierno).  El gobierno de Chile envió a Bolivia a su representante Santiago Lindsay, quien entró en conversaciones con el canciller boliviano Casimiro Corral, enfocándose en los asuntos pendientes del tratado de 1866. El 5 de diciembre de 1872 se firmó el acuerdo llamado de Acuerdo Corral-Lindsay, que fue aprobado por Chile pero, por influencia del Perú, que quería para Bolivia un mejor arreglo, o, en todo caso, intervenir como mediador junto con Argentina, no fue aprobado en Bolivia.
Fue en ese contexto que el Perú y Bolivia firmaron con carácter de secreto el Tratado de Alianza Defensiva, en el que ambas partes se comprometían a defenderse mutuamente en caso de agresión exterior (6 de febrero de 1873). Este acuerdo dejaba abierta la posibilidad de que Argentina se sumara a la alianza, pero esto no llegó a concretarse.

## Negociación
Las negociaciones entre Bolivia y Chile continuaron, mientras que las inversiones de los capitales chilenos en territorio boliviano seguían prosperando. Por su parte, el Perú presionaba a Bolivia a que denunciase el tratado de 1866 para dar paso a un acuerdo más conveniente, o bien para dar lugar a la mediación del Perú y Argentina, antes que llegasen los buques blindados que Chile había contratado en Europa (buques que darían eventualmente la superioridad bélica a Chile). Pero Bolivia optó por llegar a un acuerdo amistoso con Chile, pues consideró que la denuncia del tratado de 1866 y la firma de la alianza con Argentina desencadenaría la guerra.
Gobernaba entonces en Bolivia el presidente Tomás Frías Ametller (segundo gobierno) y en Chile el presidente Federico Errázuriz Zañartu.

## Firma y aprobación
Este nuevo tratado boliviano-chileno que reemplazaba al de 1866 se firmó en la ciudad de Sucre, Bolivia, el 6 de agosto de 1874. Fueron sus suscriptores el canciller boliviano Mariano Baptista y el ministro plenipotenciario chileno Carlos Walker Martínez.
La Asamblea legislativa de Bolivia aprobó el tratado en medio de una tumultuosa sesión, mientras que la de Chile lo hizo sin dificultad.

## Contenido
El Tratado consta de ocho artículos:
- El artículo 1º ratificaba al paralelo 24ºS como el límite de Chile y de Bolivia, «desde el mar hasta la Cordillera de los Andes en el divortium aquarum».

- El artículo 2º reconocía como «firmes y subsistentes» las líneas de los paralelos 23ºS y 24ºS  fijadas por una comisión de peritos en 1870. Ante cualquier duda sobre la ubicación exacta de Caracoles u otro yacimiento, ya sea que se considerase fuera o dentro de esos límites, una comisión de dos peritos nombrados uno por cada parte procedería a dilucidar la cuestión; en caso de no llegar a un acuerdo, los mismos peritos elegirían a un tercero como dirimente, y si tampoco conviniesen en ello, lo elegiría el emperador de Brasil.

- El artículo 3º establecía que las guaneras existentes o las que se descubriesen en el territorio referido en el artículo anterior, serán partibles por la mitad entre Chile y Bolivia; el sistema de explotación, administración y venta mancomunada se realizaría en la forma y modo que se había efectuado hasta entonces.

- El artículo 4º obligaba a Bolivia a no incrementar los impuestos a las personas, capitales y negocios chilenos durante 25 años.

- El artículo 5º establecía que quedaban libres y exentos del pago de todo derecho los productos naturales de Chile que se importasen por el litoral boliviano entre los paralelos 23°S y 24°S; en reciprocidad serían igualmente liberados los productos naturales de Bolivia que se introdujesen al litoral chileno entre los paralelos 24°S y 25°S.

- El artículo 6º imponía a Bolivia la habilitación permanente de Mejillones y Antofagasta como puertos mayores de su litoral.

- El artículo 7º dejaba por sentada la derogación del tratado de 1866 en todas sus partes.

- El artículo 8º establecía que el tratado debía ser ratificado por cada una de las partes y canjeadas las ratificaciones en la ciudad de Sucre dentro de un plazo de tres meses.

## Protocolo complementario
Un protocolo suplementario fue suscrito en la ciudad de La Paz el 21 de julio de 1875. Este protocolo consta de tres artículos y su finalidad era aclarar el sentido del artículo tercero del Tratado de 1874, referente a la comunidad en la explotación de guanos descubiertos y por descubrirse, declarando que refiere al territorio comprendido entre los paralelos 23ºS y 25ºS, y someter a arbitraje las posibles controversias en la interpretación y aplicación del tratado